# Maracanã-de-cabeça-azul
Maracanã-de-cabeça-azul (nome científico: Primolius couloni) é uma espécie de maracanã encontrada na América do Sul. Vive em florestas no leste do Peru, noroeste da Bolívia e extremo oeste do Brasil (apenas no estado do Acre).